# Musikjahr 1525
Liste der Musikjahre

◄◄ | ◄ | 1521 | 1522 | 1523 | 1524 | Musikjahr 1525 | 1526 | 1527 | 1528 | 1529 | ► | ►►

Weitere Ereignisse
Dieser Artikel behandelt das Musikjahr 1525.

## Ereignisse
- Martin Agricola, der sich 1519 in Magdeburg als Musiklehrer niedergelassen und der Reformation angeschlossen hat, wird 1525 Kantor der zu einer einzigen städtischen Anstalt zusammengefassten Musikschulen. Neben seiner Lehraufgabe bemüht sich Agricola vor allem darum, der neuen protestantischen Bewegung eine eigene Kirchenmusik zu geben.
- Cosmos Alder ist Sänger am Stift St. Vinzenz in Bern.
- Bonifacius Amerbach, der zuvor in Basel und Freiburg im Breisgau studiert hat, beendet von 1519 bis 1525 seine Ausbildung an der Universität Avignon, wo er Schüler von Andreas Alciatus ist. Sein Studium schließt er mit einer Promotion zum Doktor beider Rechte ab.
- Eustorg de Beaulieu hält sich seit 1524 in Tulle auf. Sein später erschienenes Werk Les Divers Rapportz enthält mehrere an bekannte Persönlichkeiten der Stadt gerichtete Huldigungsgedichte.
- Juan Bermudo, der aus einer wohlhabenden Familie stammt, tritt im Jahr 1525 in den Minoriten-Orden (einen Teil des Franziskanerordens) ein. Dort bekleidet er vorübergehend das Amt des Guardians und Predigers.
- Hans Buchner ist Domorganist am Münster zu Unserer Lieben Frau in Konstanz. Um das Jahr 1525 veröffentlicht er seine Orgelschule Fundamentum sive ratio vera, die von herausragender musikgeschichtlicher Bedeutung ist und als die früheste bekannte Orgelschule gilt. In ihr wird ebenso umfassend wie einzigartig die Orgelspiel-Tradition der Hofhaimer-Schule überliefert. Sie gliedert sich in drei Teile. Im ersten Teil geht es um die Kunst des Spielens (via ludendi), in der Fingersatzregeln gebracht werden, die Klaviatur erläutert wird und in das Wesen der Tabulatur eingeführt wird. Der zweite Teil bietet Anleitungen zu Intabulierung, also für das Umsetzen einer Komposition für Singstimmen in einen Satz für Tasteninstrumente. Hier werden auch die Unterschiede in der Notation für Singstimmen und derjenigen für Klaviaturen beschrieben, wobei der Autor ein ausgeprägtes Gespür für die Eigenheit des Orgelsatzes zeigt. Der dritte Teil bringt die theoretische Grundlage für die mehrstimmige orgelmäßige Bearbeitung von liturgischen Chorälen und gibt mit seinen Regeln für den Kontrapunkt und die Diminution elementare Anleitungen für Komposition und Improvisation. Dazu gehört auch die beispielhafte Darstellung, wie zu einer vorhandenen Stimme eine Bass-Stimme zu finden ist und die Beschreibung der Anwendung von Verzierungen (colores), welche zu orgeltypischen Spielfiguren führt, die schließlich in Tabellenform zusammengefasst werden. Im Anschluss an diese drei Teile enthält das Fundamentum insgesamt 120 beispielhafte Sätze aus dem Ordinariums-, Propriums- und Offiziumsbereich sowie Hymnen, die das zuvor gelehrte auf hohem musikalischen Niveau in individueller Form praktisch darstellen.
- Marco Cara steht seit 1495 und bis 1525 als Lautenvirtuose im Dienst der Familie Gonzaga in Mantua, die zu seiner Zeit Künstler aller Richtungen fördert.
- Nicolas Champion ist als Kanoniker-Kantor in Lier Nachfolger des verstorbenen Kantors Nicolas de Leesmeester. Er bleibt weiterhin zeitweilig im Dienst der Hofkapelle Karls V.
- Wolfgang Dachstein, der sich der Reformation angeschlossen und 1524 geheiratet hat, stellt sein dichterisches und kompositorisches Können in den Dienst der Reformation. Er ist an der Ausarbeitung der Gottesdienstordnung beteiligt und liefert die deutschen Psalmen sowie die Melodien zum „Teutschen Kirchenampt 1525“, einem frühen Gesangbuch. Bekannt ist seine Bearbeitung des 137. Psalms „An Wasserflüssen Babylon“, die im „Teutschen Kirchenampt 1525“ als 1545 in Luthers „Babstschem Gesangbuch“ erscheint.
- Jehan Daniel erhält die Organistenstelle an der Kathedrale von Angers, die er bis 1540 innehaben wird.
- Sixt Dietrich ist in Konstanz Diakon und Lehrer der Chorknaben in Musik und Latein.
- Antonius Divitis ist Sänger der Hofkapelle des französischen Königs Franz I. Nachdem König Franz nach seiner Niederlage in der Schlacht von Pavia gegen Kaiser Karl V. im Februar 1525 gefangen genommen wird, reduziert sich seine Hofhaltung drastisch und der Komponist verschwindet aus den Gehaltslisten.
- Pedro de Escobar steht in Portugal im Dienste des Monarchen Manuel I. (Portugal). Er ist Lehrer der Knaben an der Kapelle seines Sohnes Alfonso.
- Georg Forster ist Mitglied der Heidelberger Kantorei von Kurfürst Ludwig X., welche unter Leitung des Kapellmeisters und Komponisten Lorenz Lemlin steht. Er erhält dort eine gründliche musikalische Ausbildung. Zu seinen Mitschülern gehören unter anderen Caspar Othmayr, Jobst von Brandt und Stefan Zirler, was zu einer lebenslangen Freundschaft mit diesen Komponisten führt.
- Lupus Hellinck ist Succentor an der Liebfrauenkirche in Brügge und seit dem 17. Juni 1523 an der Hauptkirche St. Donatian, was mit den Aufgaben der Chorleitung und des Unterrichts der Chorknaben verbunden ist.
- Nikolaus Herman ist Kantor und Lehrer an der Lateinschule in St. Joachimsthal.

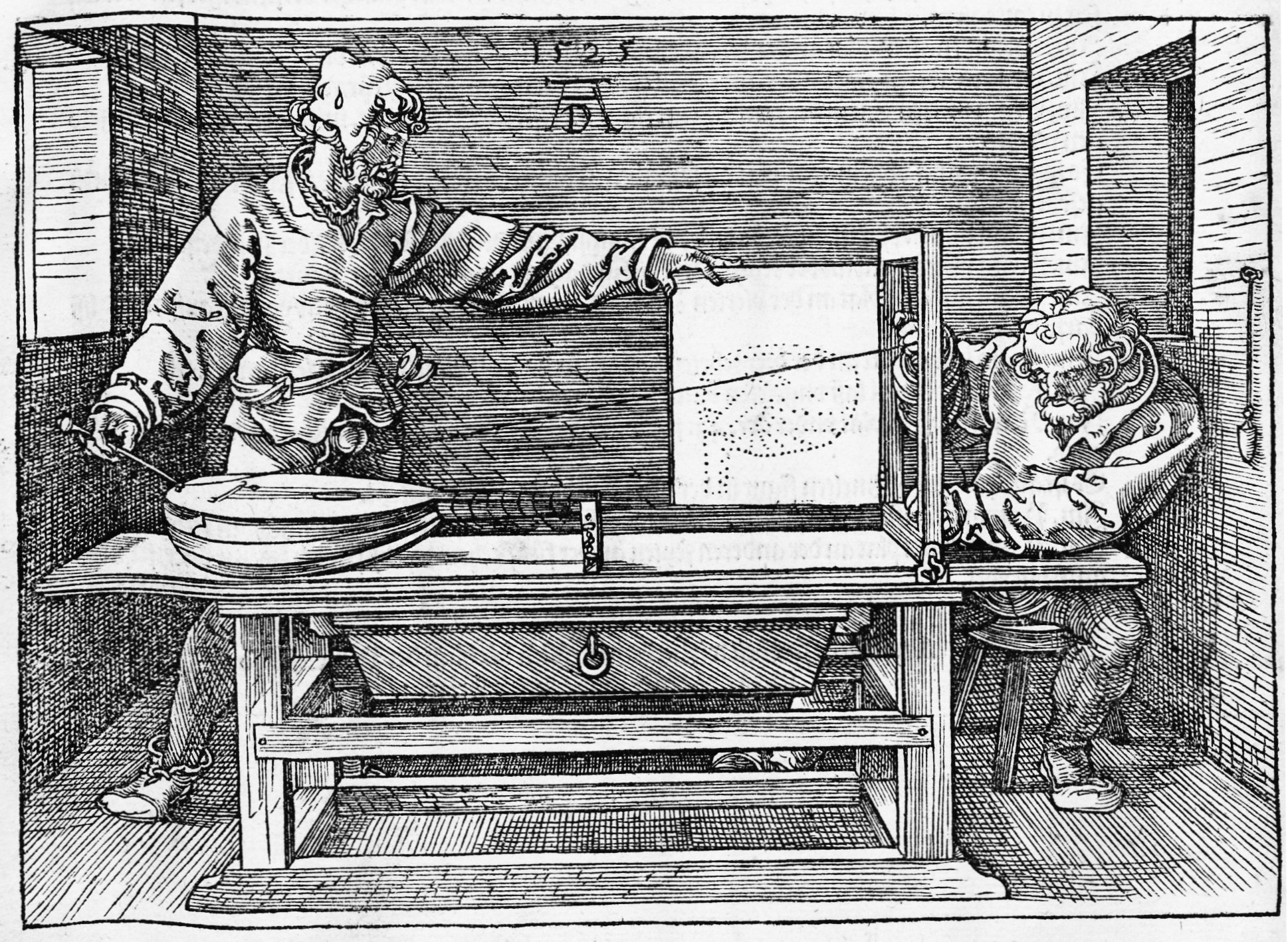
Albrecht Dürer: Der Zeichner der Laute, Zeichnung aus Dürers Lehrbuch Unterweisung der Messung (1525)

- Paul Hofhaimer ist spätestens seit 1522 Domorganist am Salzburger Dom im Dienst von Fürsterzbischof Kardinal Matthäus Lang von Wellenburg.
- Hans Kugelmann, der in den Diensten des Hauses Fugger in Augsburg stand, ist seit 1524 Trompeter und Hofkomponist beim Markgrafen Albrecht in Königsberg.
- Erasmus Lapicida, der um das Jahr 1521 vom Habsburger Erzherzog Ferdinand I. (Regierungszeit als Erzherzog 1521–1531) am Schottenkloster in Wien eine Präbende verliehen bekam, lebt dort die 26 restlichen Jahre seines Lebens.
- Jacotin Le Bel, der erstmals 1516 versucht hatte, Mitglied der französischen Hofkapelle zu werden, gelingt 1525 die Aufnahme in die Hofkapelle des französischen Königs Franz I. Er wird unter der Bezeichnung Maistre Jacques Le Bel, clerc du diocese d’Amyens geführt und bekommt vom König ein Kanonikat und eine Pfründe an der Kollegiatkirche Notre Dame in der Provinz Anjou.
- Georg Liban hält Vorlesungen an der Universität Krakau und ist von etwa 1506 bis 1528 an der Schule der Marienkirche als Kantor, seit 1514 als Rektor tätig. Er unterrichtet lateinische Prosodie, Griechisch und Musik.
- Johannes Lupi studiert seit dem 28. August 1522 an der philosophischen Fakultät der Universität Löwen eine der vier Paedagogia.
- Jean l’Héritier, der seit 1522 in Mantua lebt, wird 1525 Sänger der Hofkapelle der Gonzaga. Im Juli 1525 reist er weiter nach Verona, wo er in nicht näher bekannte Dienste des dortigen Bischofs tritt.
- Pierre de Manchicourt wirkt im Jahr 1525 als Chorknabe an der Kathedrale in Arras.
- Jachet de Mantua steht in den Jahren 1524 und 1525 als „Iachetto cantore“ in den Diensten der Herzogsfamilie d’Este in Ferrara. Es wird vermutet, dass es 1525 in Ferrara zu einem engeren freundschaftlichen Verhältnis zu Adrian Willaert, dem Begründer der venezianischen Schule, kommt.
- Francesco Canova da Milano, der für Papst Leo X. und auch für Papst Hadrian VI. gearbeitet hatte, verbleibt wahrscheinlich auch während der Regentschaft Clemens VII. in Rom.
- Pierre Passereau, der seit 1509 Kapellsänger des Herzogs und späteren französischen Königs François d’Angoulême ist, ist von etwa 1525 bis 1530 auch Sänger an der Cathédrale Notre Dame de Cambrai.
- Nicolas Payen ist wahrscheinlich zwischen 1522 und 1529 Chorknabe bei der capilla flamenca von Kaiser Karl V. Ab 1525 erscheint sein Name in den Pfründe-Listen der Gemeinden in Mons und Gorinchem.
- Francisco de Peñalosa bekleidet das Amt des Schatzmeisters der Kapelle in Sevilla.
- Diego Pisador ist Beamter (mayordomo) der Stadt Salamanca.
- Matteo Rampollini ist seit 1520 Nachfolger von Bernardo Pisano als Leiter des Knabenchores an der Kathedrale Santa Maria del Fiore in Florenz.
- Konrad Rupff erarbeitet gemeinsam mit Johann Walter und Martin Luther in Wittenberg die „Deutsche Messe“. Kurz vor seinem Tod 1525 hatte sich Friedrich III. (Sachsen) zu einer Neugestaltung der deutschen Gottesdienstordnung bzw. der deutschen Messe geäußert. Für die musikalische Ausarbeitung hatte sich Luther Johann Walter und Konrad Rupff nach Wittenberg erbeten. Mit ihnen sprach Luther laut einem Bericht von Johann Walter über Musik und die Natur der acht gregorianischen Psalmtöne sprechen. Luther habe die Musik für die Episteln und Evangelien vorbereitet, ebenso für die Einsetzungsworte des Abendmahls. Auch habe er die Kompositionen selbst vorgesungen und um die Meinung der Musiker gefragt. Die Runde arbeitet in Wittenberg etwa drei Wochen. Rupff und Walter äußern sich dabei hoch erfreut über die musikalische Bildung Luthers. Am Freitag, dem 29. Oktober 1525, wird als Ergebnis in Wittenberg in der Pfarrkirche die „Deutsche Messe“ gesungen, die Fertigstellung des Drucks erfolgt 1526.
- Claudin de Sermisy ist Kaplan in der Kirche von Camberon in der Nähe von Abbeville. Er ist weiterhin – wie Antonius Divitis – Mitglied der Hofkapelle von König Franz I. von Frankreich. Um 1525/26 wird Sermisy möglicherweise der Nachfolger von Antoine du Longueval als königlicher Chormeister (maître et recteur).
- John Taverner ist in den Jahren 1524/25 Mitglied im Collegiate Choir von Tattershall im Süden der englischen Grafschaft Lincolnshire. Der Bischof von Lincoln schlägt ihn 1525 zum Chorleiter für das neu gegründete Cardinal’s College (heute Christ Church College und Kathedrale) in Oxford vor.
- Philippe Verdelot ist seit März 1522 Maestro di capella am Baptisterium des Doms Santa Maria del Fiore in Florenz und spätestens ab April 1523 hat er das gleiche Amt am Dom selbst. Damit hat Verdelot die beiden wichtigsten kirchenmusikalischen Ämter der Stadt auf sich vereinigt und übt diese vermutlich bis Mitte 1527 aus.
- Jheronimus Vinders ist vom 16. Juni 1525 bis Januar 1526 Singmeister (zangmeester) an der damaligen Janskerk (heute St. Bavo-Kathedrale) in Gent, und zwar für die Gilde Onze-Lieve-Vrouwe-op-de-rade (Marienbruderschaft).
- Johann Walter wird um 1525 Sänger und Komponist in der kursächsische Hofkapelle in Torgau, nachdem er sich mit seinem Eyn geystlich Gesangk Buchleyn|Geistlichen Gesangbüchlein von 1524 am ernestinischen Hof als Komponist beworben hat. Leider verstirbt der auf eine reichhaltige Hofmusik bedachte Kurfürst Friedrich der Weise bereits im selben Jahr. Sein Nachfolger Kurfürst Johann der Beständige legt keinen Wert auf Figuralmusik und löst bereits 1526 die Hofkantorei auf, nachdem Walter noch im Herbst 1525 zusammen mit Martin Luther in Wittenberg die Reform der „deutschen Messe“ in die Wege geleitet hat.
- Philip van Wilder wird in den königlichen Zahllisten der Jahre 1525–1526 als Philipp Welder, mynstrell mit dem ungewöhnlich hohen Monatsgehalt von 50 Shilling geführt, wobei das Anstellungsdatum am königlichen Hof wegen einer Lücke in den Akten nicht bekannt ist.
- Adrian Willaert, der Mitglied der Hofkapelle des Herzogs Alfonso I. d’Este von Ferrara ist, wird 1525 in die Dienste von Alfonsos Sohn Ippolito II. d’Este übernommen. Mit der Familie d’Este, die für ihr Mäzenatentum bekannt ist, bleibt der Komponist zeitlebens eng verbunden.

## Instrumentalmusik

### Für Orgel
- Hans Buchner – Fundamentum sive ratio vera, quae docet quemvis cantum planum, sive (ut vocant) choralem redigere ad justas diversarum vocum symphonias (um 1525; 1. Fassung der Orgelschule mit 120 Orgelsätzen; handschriftlich in der Stadtbibliothek Zürich und der Universitätsbibliothek Basel)

### Für vier Instrumente
- Petrus Alamire – Tandernack: Noten und Audiodateien im International Music Score Library Project

## Vokalmusik

### Geistlich
- Wolfgang Dachstein – An Wasserflüssen Babylon (Bearbeitung des 137. Psalms; erschienen im „Teutschen Kirchenampt 1525“)
- Gesangbuch „Teutschen Kirchenampt 1525“

## Musiktheoretische Schriften
- Pietro Aron – Trattato della natura et cognitione di tutti gli tuoni di canto figurato, Venedig 1524/25: Noten und Audiodateien im International Music Score Library Project

## Geboren

### Genaues Geburtsdatum unbekannt
- John Blitheman, englischer Komponist († 1591)
- Servaes van der Meulen, franko-flämischer Komponist und Organist († 1592)

### Geboren vor 1525
- Benedetto Tola, italienischstämmiger Maler und Musiker († 1572)

### Geboren um 1525
- Cornelis Boscoop, franko-flämischer Komponist, Organist und Sänger († 1573)
- António Carreira, portugiesischer Organist und Komponist († um 1592)
- Pierre Davantès, französischer Humanist, Altphilologe, Drucker und Komponist († 1561)
- Wolfgang Figulus, deutscher Komponist, Kantor und Musiktheoretiker († 1589)
- Miguel de Fuenllana, spanischer Vihuela-Spieler, Gitarrist und Komponist († zwischen 1590 und 1606)
- Johann Knöfel, deutscher Komponist und Organist († 1617)
- Johannes Mangon, franko-flämischer Komponist, Sänger und Kapellmeister († 1578)
- Giovanni Pierluigi da Palestrina, italienischer Komponist, Sänger und Kapellmeister († 1594)
- Erasmus Rotenbucher, Mitverweser des Egidiengymnasiums in Nürnberg und Liedsammler († 1586)

## Gestorben

### Gestorben um 1525
- Marco Cara, italienischer Komponist und Lautenvirtuose (* um 1465)
- Petrus Tritonius, Tiroler Schulmeister, Komponist und Musikpädagoge (* 1465)